# Fenerbahçe Spor Kulübü (voleibol feminino)
Fenerbahce Opet é uma equipe de voleibol feminina turca pertencente ao Fenerbahçe Spor Kulübü. Foi fundado no ano de 1927 e sua sede localiza-se na cidade de Istambul.
Suas maiores glórias foram a conquista do Campeonato Mundial no ano de 2010 e o título da Liga dos Campeões no ano de 2012.

## História
O departamento de vôlei feminino foi fundado em 1928 por Sabiha Rıfat Gürayman, a primeira mulher arquiteta da Turquia, que, praticava o esporte porém como não havia número suficiente de mulheres, Gürayman, jogava com os homens. No entanto, o ramo foi fechado devido à falta de adversários. Em 1954, foi reaberto com a ajuda da Escola Secundária Feminina Çamlıca. A partir de 1958 conquistaram oito campeonatos turcos entre muitos outros títulos. Em 1977, a filial foi fechada novamente até 1989, desta vez por insuficiência de fundos. Em 1994 disputaram a Champions League pela primeira vez depois do departamento ser reaberto.
A equipe foi rebatizada como Fenerbahçe Acibadem devido a um acordo de patrocínio com o Grupo Saúde Acibadem de 2007 a 2011. Ganharam o nono título turco de sua história na temporada 2008-09, depois de derrotar o seu arqui-rival Eczacibasi SK na final, que foi o seu primeiro título no formato atual da liga, iniciado na temporada 1984-1985.
Na temporada 2009-10 o clube contrata a oposta russa Ekaterina Gamova e conquista o título turco de forma invicta (22 partidas de invencibilidade) e o vice campeonato na Champions League, sendo na final, derrotado pela equipe italiana do Volley Bergamo.
Com uma equipe repleta de estrelas, em dezembro de 2010,conquistam em Doha, o título do campeonato mundial ao derrotar na final a equipe Sollys Osasco por 3-0 (25-23, 25-22, 25-17), tornando-se assim a primeira equipe em 16 anos a conquistar o Mundial. Katarzyna Skowrońska foi eleita a MVP e Maior Pontuadora enquanto Eda Erdem foi a melhor sacadora.
Em 2011, o Fenerbahçe SK sediou o Final Four da Liga dos Campeões Final Four, ficando na 3ª colocação após derrotar a equipe italiana Scavolini Pesaro por 3 sets a 1.
Em 2012, o clube venceu a CEV Liga dos Campeões, que foi organizada em Baku depois de ter derrotar a equipe francesa RC Cannes na final por três sets a zero. Para chegar a este feito a equipe contratou a bicampeã mundial Lioubov Sokolova, as campeãs olímpicas Fabiana Claudino e Fofão, a vice campeã olímpica Logan Tom, a até então desconhecida Kim Yeon-Koung que seria eleita a MVP da competição além o técnico bicampeão olímpico José Roberto Guimarães.
No ano de 2022 o time volta a encantar o mundo com o brilho de três jovens jogadoras: Ana Cristina de Souza, Arina Fedorovtseva e Melissa Vargas

## Títulos conquistados
| Mundiais     | Mundiais                    | Mundiais | Mundiais                                            |
|              | Competição                  | Títulos  | Temporadas                                          |
| ------------ | --------------------------- | -------- | --------------------------------------------------- |
|              | Mundial de Clubes           | 1        | 2010                                                |
| Continentais |                             |          |                                                     |
|              | Competição                  | Títulos  | Temporadas                                          |
|              | Liga dos Campeões da Europa | 1        | 2011–12                                             |
|              | Copa CEV                    | 1        | 2013–14                                             |
| Nacionais    |                             |          |                                                     |
|              | Competição                  | Títulos  | Temporadas                                          |
| Turquia      | Campeonato Turco            | 5        | 2008–09, 2009–10, 2010–11, 2014–15, 2016–17 2022-23 |
| Turquia      | Copa da Turquia             | 3        | 2009–10, 2014–15, 2016–17                           |
| Turquia      | Supercopa Turca             | 3        | 2009, 2010, 2015                                    |

### Outras campanhas
Campeonato Turco
- Vice-campeão: 2006–07, 2007–08, 2013–14, 2015–16, 2020–21, 2021-22

 Copa da Turquia
- Vice-campeão: 2008–09, 2013–14, 2018–19, 2021-22

 Supercopa Turca
- Vice-campeão: 2011, 2014, 2017

 Liga dos Campeões da Europa
- Vice-campeão: 2009–10

 Copa CEV
- Vice-campeão: 2012–13

 Mundial de Clubes
- Terceiro (2): 2012, 2021

 Campeonato Turco (competição extinta):
- Campeão (8): 1956, 1957, 1958, 1959, 1960, 1968, 1969, 1972
- Vice-Campeão (3): 1961, 1973, 1975
- Terceiro (3): 1962, 1974, 1977

 Liga de Istambul (competição extinta):
- Campeão (10): 1955–56, 1956–57, 1957–58, 1958–59, 1960–61, 1967–68, 1968–69, 1970–71, 1971–72, 1972–73
- Vice-Campeão (5): 1959–60, 1962–63, 1969–70, 1973–74, 1974–75
- Terceiro (7): 1954–55, 1961–62, 1963–64, 1964–65, 1965–66, 1966–67, 1976–77

## Elenco 2022/2023
Atualizado em junho de 2022.
| N° | Nome                  | Posição     | Nascimento                       | Altura (cm) | Nacionalidade |
| -- | --------------------- | ----------- | -------------------------------- | ----------- | ------------- |
| 1  | Gizem Örge            | Líbero      | 26 de abril de 1993 (31 anos)    | 170         | Turquia       |
| 3  | Macris Carneiro       | Levantadora | 3 de março de 1989 (36 anos)     | 178         | Brasil        |
| 4  | Anna Lazareva         | Oposta      | 31 de janeiro de 1997 (28 anos)  | 190         | Rússia        |
| 5  | Beliz Başkır          | Central     | 1 de janeiro de 1998 (27 anos)   | 195         | Turquia       |
| 7  | Cansu Çetin           | Libero      | 26 de maio de 1993 (31 anos)     | 183         | Turquia       |
| 8  | Aslı Kalaç            | Central     | 13 de dezembro de 1995 (29 anos) | 183         | Turquia       |
| 9  | Meliha İsmailoğlu     | Ponta       | 17 de setembro de 1993 (31 anos) | 188         | Turquia       |
| 10 | Arina Fedorovtseva    | Ponta       | 19 de janeiro de 2004 (21 anos)  | 191         | Rússia        |
| 12 | Ana Cristina de Souza | Ponta       | 7 de abril de 2004 (20 anos)     | 192         | Brasil        |
| 13 | Meryem Boz            | Oposta      | 3 de fevereiro de 1988 (37 anos) | 190         | Turquia       |
| 14 | Eda Erdem Dündar      | Central     | 22 de junho de 1987 (37 anos)    | 188         | Turquia       |
| 15 | Ergül Avcı            | Central     | 24 de julho de 1987 (37 anos)    | 190         | Turquia       |
| 16 | İpar Özay Kurt        | Ponta       | 10 de novembro de 2003 (21 anos) | 186         | Turquia       |
| 18 | Buse Ünal             | Levantadora | 29 de julho de 1997 (27 anos)    | 188         | Turquia       |
| 44 | Melissa Vargas        | Oposta      | 16 de outubro de 1999 (25 anos)  | 193         | Turquia       |

Técnico:  Zoran Terzić

## Jogadoras Notáveis
| Turquia - Naz Aydemir - Eda Erdem - Özge Kırdar - Nilay Özdemir - Polen Uslupehlivan - Gizem Güreşen Karadayı Alemanha - Christiane Fürst Itália - Lucia Bosetti - Eleonora Lo Bianco Polónia - Katarzyna Skowrońska - Katarzyna Skorupa | Rússia - Ekaterina Gamova - Lioubov Sokolova Sérvia - Brankica Mihajlović Brasil - Bia - Fabiana - Fofão - Fe Garay - Mari - Paula Pequeno - Natália - Macris Carneiro - Ana Cristina de Souza | Colômbia - Madelaynne Montaño Coreia do Sul - Kim Yeon-Koung Estados Unidos - Lindsey Berg - Nicole Davis - Alisha Glass - Kim Glass - Kristin Hildebrand - Logan Tom - Christa Harmotto |